# Сыцко, Анатолий Викторович
Анатолий Викторович Сыцко (1913—1984) — советский промышленный деятель, Герой Социалистического Труда.

## Биография
Родился 5 апреля 1913 года на станции Маритуй (ныне — Слюдянский район Иркутской области).
Окончил Омский строительный техникум и Уральский индустриальный институт. Работал на строительстве Кузнецкого металлургического комбината, затем на самом этом комбинате. С 1944 года Сыцко работал в Народном комиссариате чёрной металлургии СССР, а с 1946 года — главным инженером, управляющим трестом «Сталинскпромстрой» Кемеровского совнархоза.
Указом Президиума Верховного Совета СССР от 9 августа 1958 года за «выдающиеся успехи, достигнутые в строительстве и промышленности строительных материалов» Анатолию Викторовичу Сыцко было присвоено звание Героя Социалистического Труда с вручением ордена Ленина и золотой медали «Серп и Молот».
Позднее Сыцко работал заместителем председателя Кемеровского совнархоза, а затем в Совнархозе РСФСР.
Работал в Индии на строительстве металлургического комбината в Бхилаи. В 1970—1975 годах работал на строительстве металлургического комбината в Хелуане, АРЕ . Работал начальником главка Минтяжстроя СССР. Умер 21 сентября 1984 года. Похоронен на Кунцевском кладбище Москвы.
Избирался членом-корреспондентом Академии строительства и архитектуры СССР. Также был награждён орденами Трудового Красного Знамени и «Знак Почета», медалями.